# Región económica de Chernozem Central
La región económica del Chernozem Central (en ruso: Центра́льно-Чернозёмный экономи́ческий райо́н, romanizado: Tsentralno-Chernoziomny ekonomícheski raión), también llamada a veces región económica central de la tierra negra es una de las doce regiones económicas de Rusia.
El sector económico más importante en la zona es la agricultura, que tiene lugar en la Tierra Negra (Chernozem), por la que se conoce a la región. La industria alimentaria es importante en la zona. Es el área más importante en cuanto a la metalurgia del acero de Rusia. En Kursk se extrae mineral de hierro y en Lípetsk y Stari Oskol hay algunos de los mayores complejos metalúrgicos de Rusia. Existen dos centrales nucleares en Novovorónezh y Kursk.
Tiene una superficie de 167.700 km², con una población de 7.872.000 hab. (densidad de 47 hab./km²), de los cuales el 62% es población urbana.

## Composición

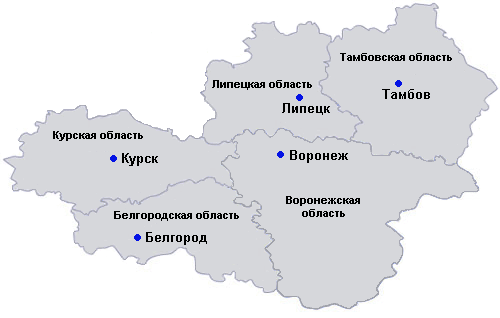
División de la región (en ruso).

- Óblast de Bélgorod
- Óblast de Kursk
- Óblast de Lípetsk
- Óblast de Tambov
- Óblast de Vorónezh

## Indicadores socioeconómicos
Esta región es predominantemente rural. Las dificultades crónicas de la agricultura soviética (ahora rusa) se hacen palpables aquí. Los niveles de ingresos y el PIB per cápita de la región están bastante por debajo de la media rusa. Hay relativamente pocos estudiantes en la educación superior. Está por debajo de la media en cuanto a la opinión sobre si la vida que llevan es soportable.
El empleo estatal es alto, mientras que el empleo en el nuevo sector privado sólo alcanza la mitad de los números de Rusia en general. La región está experimentando una rápido declive de la población.